# Liniensalz

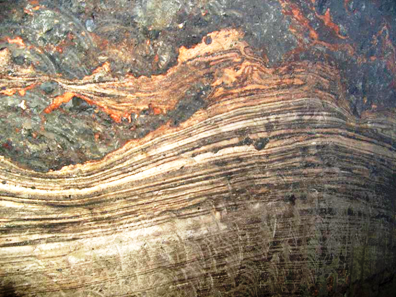
Liniensalz im unteren Bildteil, überlagert von Anhydrit mit Dolomit-Einschlüssen – Salzbergwerk Berchtesgaden

Als Liniensalz wird eine bis in den Mikrobereich sichtbare Wechsellagerung von unterschiedlichen Salzen mit Tonen oder Anhydrit bezeichnet. Liniensalze treten in vielen Salzlagerstätten der Welt auf. Häufig zeigt die Verbiegung der dünnen Linien die salztektonische Beanspruchung oder Mineralumbildungen während der Diagenese der Salzgesteine an.
Im Germanischen Becken sind Liniensalze besonders im unteren Teil der Leine-Formation der Zechstein-Gruppe verbreitet.

## Ausbildung und Zusammensetzung
Liniensalze sind durch Millimeter- bis mehrere Zentimeter mächtige Wechsellagerungen verschiedener Salze mit Tonen, tonigen Anhydriten und Anhydriten gekennzeichnet. Generell sind die Tonlagen meist feiner als die Salzlagen ausgebildet. Salzgesteine mit einer gröberen Schichtung werden als Bändersalze bezeichnet. Mitunter sind auch Einlagerungen von feiner geschichteten Partien in Bändersalzen zu beobachten und umgekehrt.
Die dünnen Salzlagen werden meist durch Steinsalz (Halit), untergeordnet durch Kalisalz, wie Carnallit, Sylvin und Kieserit sowie Polyhalit gebildet. Bei mineralogisch-geochemischen Untersuchungen an Salzgesteinen des Salzstocks Gorleben wurde eine prozentuale Zusammensetzung des Leine-Liniensalzes mit 94,4 % Halit, 5 % Anhydrit, 0,5 % Polyhalit und weniger als 0,1 % Carnallit bestimmt.
In alpinen Salzlagerstätten sind darüber hinaus Blödit, Löweit, Epsomit, Vanthoffit und Langbeinit nachgewiesen worden.
Das Salz zwischen den Ton- oder Anhydritlinien ist meist fein- bis mittel-, seltener grobkristallin ausgebildet. Während die Salze durch Verdunstung (Evaporation) bei ariden Klimaverhältnissen aus einem abgeschürten Meeresbecken auskristallisierten, sind die dünnen Tonlagen auf Staubeinwehungen von umliegenden Festländern zurückzuführen.

## Stratigrafische Einstufung und Vorkommen

Buntes Liniensalz

Liniensalze kommen weit verbreitet in unterschiedlichen Mächtigkeiten und in unterschiedlichen Erdzeitaltern vor. Im Germanischen Becken sind Liniensalze besonders in der Leine-Formation verbreitet. Vielfach markieren sie – in unterschiedlichen stratigraphischen Positionen – den diachronen Übergang vom Leine-Hauptanhydrit zum Leine-Steinsalz. Die größten Mächtigkeiten von über 50 m erreicht die Liniensalzzone im Beckenzentrum des Germanischen Beckens. In Richtung der umliegenden Festländer, beispielsweise in Thüringen, Vorland des Harzes und in der Hessischen Senke sind lediglich fazielle Äquivalente des Liniensalzes zu finden, weil hier das Sedimentationsgeschehen wesentlich stärker von den Festländern dominiert wurde und sich das Meer in der Leine-Zeit teilweise schon in zentrale Beckenteile zurückgezogen hat, so dass hier keine Salze mehr ausgeschieden wurden (Leine-Randfazies). Im Bereich der geologisch intensiv untersuchten Salzstruktur Gorleben-Rambow sind in der Liniensalzzone 230 einzelne Linien beobachtet worden.
Im alpinen Raum sind Liniensalze aus dem Oberen Perm (270 bis 251 Millionen Jahren) vor allem im sogenannten Grüntongebirge des Haselgebirges im Raum Berchtesgaden-Hallein zu finden.
Liniensalze bilden sich auch heute noch in rezenten Salzseen.